# Floresdvärguv
Floresdvärguv (Otus alfredi) är en fågel i familjen ugglor inom ordningen ugglefåglar.

## Kännetecken

### Utseende
Floresdvärguven är en liten (19–21 cm) uggla. På huvudet syns en komplett rostbrun ansiktskiva, vita ögonbryn och rostfärgade örontofsar. Hjässan är ostreckad förutom fina vita teckningar på pannan. Ovansidan är enfärgat men streckat eller bandat mörkt roströd, med en vit strimma på skapularerna. Vingpennorna är bandade i rostrött och vitt medan stjärten är obandad. Undersidan är vit, men ofta rostbrun på bröstet. Ögat är gult, liksom näbben och fötterna. Röda formen av moluckdvärguven är större med mörkstreckad hjässa och mörka fläckar på bröstet. Det senare har även tenggaradvärguven som också är större men gråare och med orangefärgade ögon.

### Läten
Sången består av enkla och korta, rätt vassa "uh" som avges var 1,5 till 2,5 sekund. Revirlätet är vanligare, ett distinkt och kort utbrott av ljudliga staccatotoner, återgivna som "UH-UH-UH-UH...", med fem till 13 toner i varje serie.

## Utbredning
Fågeln förekommer på indonesiska ön Flores i Små Sundaöarna. Den är endast känd från två lokaler i sitt redan begränsade utbredningsområde. Det lilla beståndet uppskattat till under 2 500 vuxna individer tros dessutom minska till följd av habitatförlust och degradering av dess levnadsmiljö. Den är därför upptagen på internationella naturvårdsunionen IUCN:s röda lista över hotade arter och där placerad i kategorin starkt hotad (EN).

## Namn
Fågelns vetenskapliga artnamn hedrar  Alfred Hart Everett (1848-1898), engelsk ornitolog, upptäcktsresande och samlare av specimen i Ostindien.